# 巴紐寧
49°57′23″N 24°23′48″E / 49.95639°N 24.39667°E

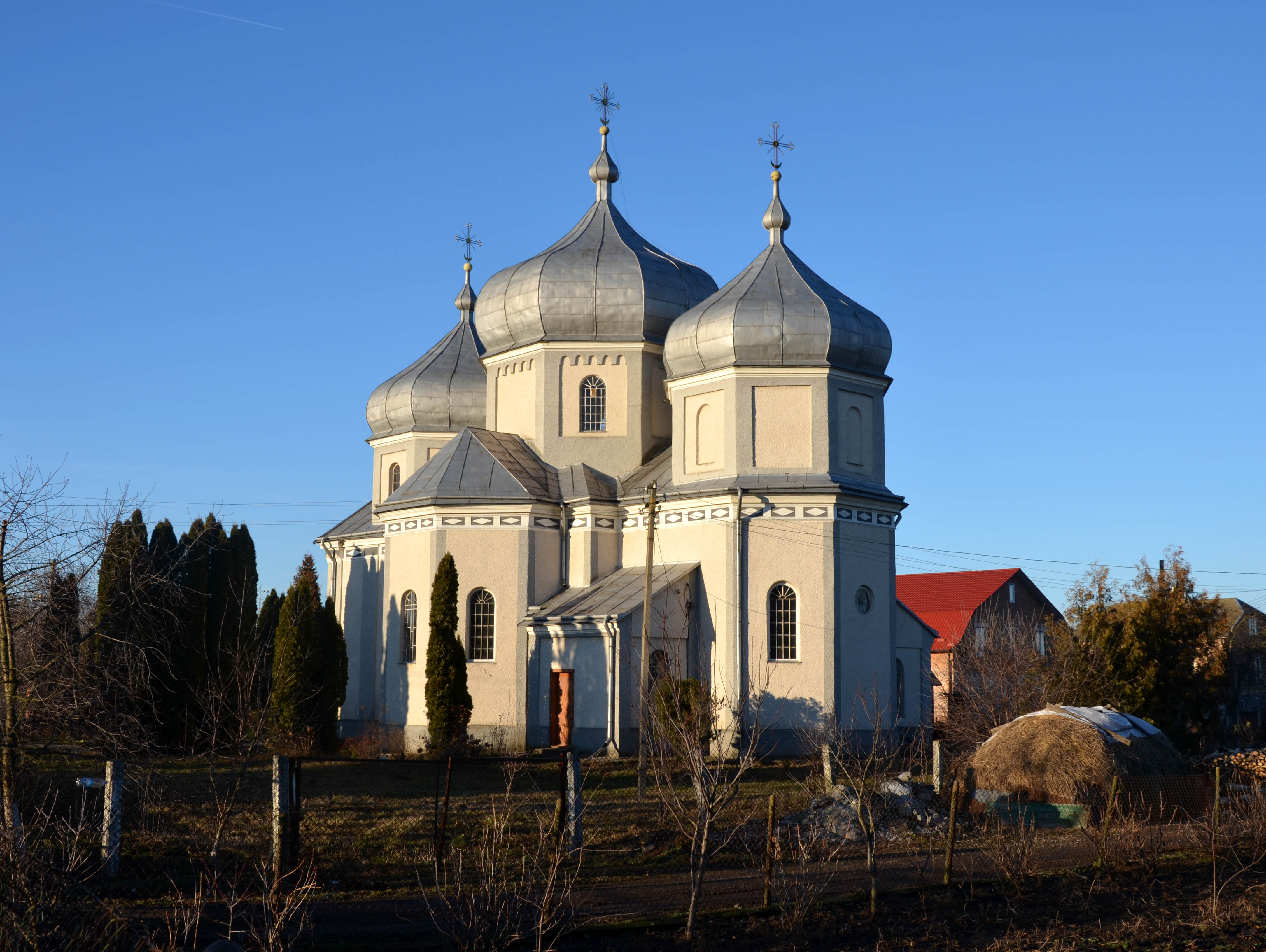
巴紐寧聖母聖誕堂

巴紐寧（烏克蘭語：Банюнин），是烏克蘭西部的村落，隸屬利維夫州利維夫區新亚雷奇夫市鎮，距離布斯克約18公里，距離卡姆揚卡-布茲卡約22公里，距離利維夫市中心約35公里，始建於1440年，2001年人口750。